# Crack the Skye
Crack the Skye – czwarty album studyjny amerykańskiej grupy muzycznej Mastodon. Wydawnictwo ukazało się 24 marca 2009 roku nakładem wytwórni muzycznej Reprise Records. Nagrania były promowane teledyskami do utworów "Divinations", "Oblivion" i "Deathbound".
Nagrania zostały zarejestrowane w Southern Tracks Recording w Atlancie w stanie Georgia. Natomiast mastering został wykonany w Gateway Mastering w Portland w stanie Maine.
Album dotarł do 11. miejsca listy Billboard 200 w Stanach Zjednoczonych sprzedając się w nakładzie 41 tys. egzemplarzy w przeciągu tygodnia od dnia premiery.

## Lista utworów
Opracowano na podstawie materiału źródłowego.
1. "Oblivion" – 5:47
2. "Divinations" – 3:39
3. "Quintessence" – 5:27
4. "The Czar" – 10:54
I. "Usurper"
II. "Escape"
III. "Martyr"
IV. "Spiral"
5. "Ghost of Karelia" – 5:25
6. "Crack the Skye" – 5:54
7. "The Last Baron" – 13:00

## Twórcy
Opracowano na podstawie materiału źródłowego.
| Zespół Mastodon w składzie - Troy Sanders – wokal, gitara basowa - Brann Dailor – perkusja, wokal w "Oblivion" - Brent Hinds – wokal, gitara elektryczna - Bill Kelliher – gitara elektryczna |  | Inni - Brendan O'Brien - produkcja, miksowanie - Bob Ludwig - mastering - Rich Morris - gościnnie keyboard - Scott Kelly (Neurosis) - gościnnie wokale w "Crack the Skye" |